# Морской миномёт

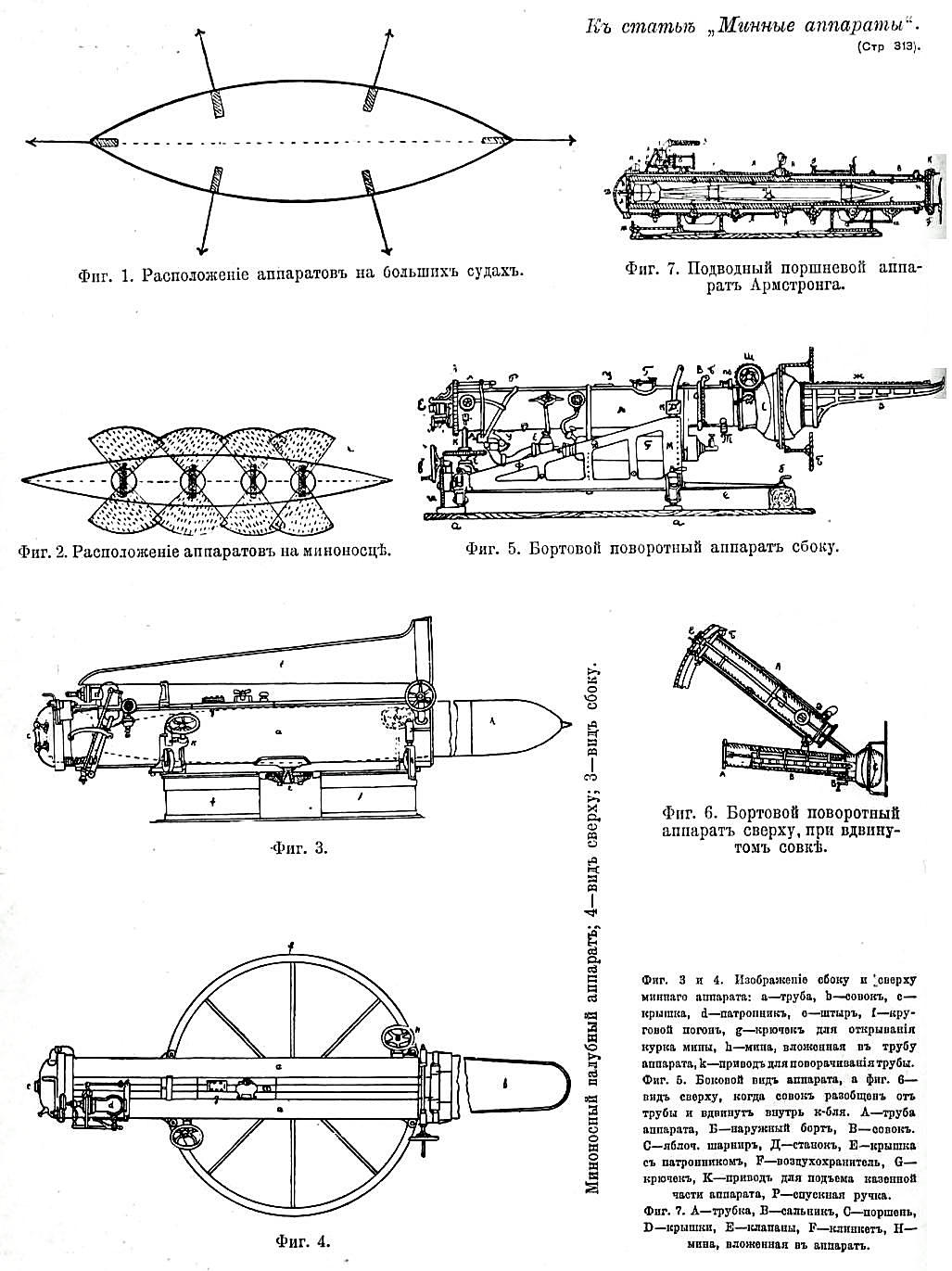
Рисунки из статьи «Минные аппараты»
(«Военная энциклопедия Сытина»)

Морской миномёт или (более правильно) Метательный минный аппарат— флотское оружие для морского боя, в последней четверти XIX и первые годы XX веков являвшееся распространенной в некоторых странах альтернативой торпедам. Устанавливалось на миноноски и минные катера, в том числе русские. Также морским миномётом именовалось устройство для постановки стрельбой донных мин на американских тральщиках времен Второй Мировой войны (в том числе и использовавшихся ВМФ СССР в рамках помощи по ленд-лизу).
Дальность стрельбы по морской цели из 10-дюймового (254-мм) русского метательного минного аппарата — около 40 метров (на суше — до 200 м), вес заряда взрывчатки метательной мины — примерно 31 килограмм (по другим данным — ~ 25 кг) при весе самой мины — 74 кг. Использование — сходное с морскими бомбомётами.